# Надиби (зупинний пункт)
Нади́би — пасажирський залізничний зупинний пункт Львівської дирекції Львівської залізниці.
Розташований між селами Надиби, Старосамбірський район та Язи, Самбірський район Львівської області на лінії Самбір — Стар'ява між станціями Самбір (13 км) та Хирів (17 км).
Станом на травень 2019 року щодня дві пари дизель-потягів прямують за напрямком Самбір — Стар'ява.